# Западен Уендоувър
Западен Уендоувър (на английски: West Wendover) е град в окръг Елко, щата Невада, САЩ. Западен Уендоувър е с население от 4721 жители (2000) и обща площ от 19,4 km². Намира се на 1360 m надморска височина. ЗИП кодът му е 89883, а телефонният му код е 775.